# Taractrocera danna
Taractrocera danna là một loài bướm ngày thuộc họ Bướm nhảy. Nó được tìm thấy ở Himalaya, từ Kashmir qua Nepal, miền nam Tây Tạng và Sikkim đến Bhutan. Tại Nepal, loài này được tìm thấy ở độ cao giữa 4.500 và 13.000 feet.